# From A Room: Volume 2
From A Room: Volume 2 es el tercer álbum de estudio solista del cantante, compositor y guitarrista de música country estadounidense Chris Stapleton, publicado el 1 de diciembre de 2017 bajo el sello Mercury Nashville. Producido por Dave Cobb y Stapleton, el álbum incluye un rango de estilos musicales, entre los que se encuentran country, rock sureño y soul sureño. Comercialmente, debutó en el #2 del Billboard 200 en Estados Unidos.

## Lista de canciones
Lista de canciones adaptado de iTunes Store.

| N.º | Título                       | Duración |  |
| 1.  | «Millionaire»                | 3:30     |  |
| 2.  | «Hard Livin'»                | 2:59     |  |
| 3.  | «Scarecrow in the Garden»    | 3:20     |  |
| 4.  | «Nobody's Lonely Tonight»    | 3:26     |  |
| 5.  | «Tryin' to Untangle My Mind» | 3:14     |  |
| 6.  | «A Simple Song»              | 3:36     |  |
| 7.  | «Midnight Train to Memphis»  | 3:42     |  |
| 8.  | «Drunkard's Prayer»          | 4:07     |  |
| 9.  | «Friendship»                 | 4:25     |  |